# Valet de cœur (comics)
Pour les articles homonymes, voir Valet de cœur (homonymie).
Jonathan « Jack » Hart, alias le Valet de cœur (« Jack of Hearts » en version originale) est un super-héros évoluant dans l'univers Marvel de la maison d'édition Marvel Comics. Créé par le scénariste Bill Mantlo et le dessinateur Keith Giffen, le personnage de fiction apparaît pour la première fois dans le comic book Deadly Hands of Kung Fu #23 en mars 1976.

## Biographie du personnage

### Origines
Jonathan « Jack » Hart naît à New Haven dans le Connecticut. Il est le fils de Philip Hart, un scientifique qui créa une source d'énergie appelée « Fluide Zéro », et d'une alien surnommée Marie, de race contraxienne. Après avoir été exposé au fluide, Jack subit une mutation. Son père est ensuite tué par des agents de la Corporation. Cherchant à le venger, Jack s'oppose par la suite à Hector Ayala (le Tigre Blanc) et à Hulk pourtant innocents.
Grâce à l'initiative d'Iron Man qui le prend sous son aile, il est amené quelque temps plus tard à rejoindre le camp des super-héros. Il devient l'allié de l'équipe des Défenseurs, du héros Spider-Man et du Surfer d'argent. Mais son pouvoir, incontrôlable, l'oblige à être isolé et il est admis dans un bunker du SHIELD.
Il retourne sur la planète d'origine de sa mère, Contraxia, pour la sauver du soleil mourant et apprend sa véritable origine. Mais ses pouvoirs le rendent trop dangereux et les habitants sauvés ne peuvent l'aider en retour.
Il est capturé par l'Étranger, mais réussit à s'enfuir de son vaisseau-laboratoire. Il est blessé dans un combat suivant, contre Starlight Starlight (en) et doit s'exiler dans l'espace. Jack a été secouru et guéri par Dragon-Lune, mais mentalement influencé puis il a été libéré de son contrôle.
Le Surfer d'argent l'aide à survivre dans l'espace et lui permet d'être équipé avec une nouvelle armure de contention créée par Torval (le plus habile forgeron de l’univers). Pour le remercier, il aide le Surfer à battre Nébula.
Après s'être échappé des geôles de Tyrant, il tombe amoureux de Ganymède, une guerrière, mais cette dernière n'éprouve pas les mêmes sentiments. Finalement, il retourne sur Terre et devient le 52e membre des Vengeurs,.

### Mort
Lors d'une mission dans le Dakota du Sud, Jack à sans le vouloir absorbé le rayonnement gamma de She-Hulk et l’a fait revenir à sa forme humaine. Le stress accumulé a fait perdre le contrôle de ses pouvoirs à She-Hulk qui a libéré sa personnalité sauvage. Elle a blessé plusieurs Vengeurs et s’est mise à faire des ravages à Bone, dans l’Idaho, détruisant presque toute la ville. Avec sa peur et sa rage à un niveau record, les Vengeurs réunis ne pouvaient pas l’arrêter. Seul Hulk lui-même a pu ralentir la She-Hulk jusqu’à ce que Jack of Hearts utilise ses pouvoirs pour équilibrer ses niveaux gamma et l’aider à reprendre le contrôle de son côté sauvage. 
Avec l'incapacité de She-Hulk et Jack à coexister en toute sécurité, les Vengeurs et Jack ont convenu qu’il quitterait l’équipe. Alors que la fille de l'Homme-fourmi avait été enlevée, bien qu’il ne lui reste que 30 minutes avant que ses pouvoirs ne deviennent incontrôlables, Jack suit l'homme-fourni et l’empêche de tirer sur le kidnappeur de sa fille devant elle. Manquant de temps pour rejoindre la salle zéro, dans Avengers #491, Jack Hart décide d'en finir avec la vie, plutôt que de vivre quatorze heures par jour dans un container blindé et se sacrifie dans l'espace, emportant avec lui, dans une explosion, le kidnappeur d'enfant.

### Avengers Disassembled
Au début du crossover Avengers Disassembled, le corps du Valet de cœur est réanimé par le pouvoir chaotique de la Sorcière rouge et revient sur Terre. Il explose devant le manoir des Vengeurs, tuant son ami Scott Lang (l'homme-fourmi II). On apprend que Lang surviva en fait grâce à l’intervention des Jeunes Vengeurs, qui voyageaient dans le temps, notamment sa fille Cassie, qui l’a emmené dans le futur quelques secondes avant que Jack n’explose.

## Pouvoirs et capacités
Jack Hart est un hybride humain-contraxien. Sa force est plus grande que celle d'un être humain (il peut soulever près d'une tonne) et il guérit bien plus vite. C'est un télépathe de très faible niveau.
En complément de ses pouvoirs, Jack Hart est un pilote et un agent du SHIELD, possédant l'entraînement de base de l'organisation et toutes les connaissances requises par son statut.
- Muté par une exposition au Fluide Zéro, le Valet de cœur sert de container d'énergie, qu'il peut relâcher sous la forme de rafales, de chaleur ou de force.
- Sa mutation lui a aussi conféré une endurance incroyable. Il n'a pas besoin de boire, manger ou même respirer et ne craint pas les températures extrêmes ; il peut ainsi survivre dans l'espace sans aide.
- Son armure spéciale retient et utilise l'énergie du Fluide Zéro, ou toute autre énergie qu'elle peut absorber, pour permettre notamment au Valet de cœur de voler dans les airs.
- Même avec l'armure, le Valet de cœur ne contrôle pas totalement l'énergie et le pouvoir contenus dans son armure, risquant à tout moment d'exploser. Des appareils spéciaux, comme une brume et des cuves de produits chimiques, l'aident à maintenir un niveau de radiations stable.
- Il est équipé d'une machine lui permettant de réfléchir aussi vite qu'un ordinateur.